# Marco Ravaioli
Marco Ravaioli (Cesena, 29 luglio 1989) è un pilota motociclistico italiano.

## Carriera
Inizia a correre in minimoto nel 2003, categoria in cui vince nel 2005 il titolo europeo Senior Mini. Partecipa anche a delle gare del trofeo Honda e del CIV. Nel 2006 disputa una gara nel campionato italiano 125 senza ottenere punti. Nel 2007 si classifica ottavo nella stessa categoria. Nel 2008 è nono nel campionato italiano ed esordisce nella classe 125 del motomondiale correndo gli ultimi otto Gran Premi con l'Aprilia RS 125 R del team Matteoni Racing al posto di Roberto Lacalendola. Nel 2009 torna a correre nel CIV 125, giungendo ottavo con 35 punti nella classifica piloti, realizzando un podio nella prima gara stagionale. Nella stessa stagione si classifica quindicesimo nel campionato Europeo svoltosi in gara unica ad Albacete. Nel 2010 rientra nel motomondiale sempre in 125, ingaggiato dal team Lambretta Reparto Corse. In tale stagione è costretto a non prender parte al Gran Premio del Giappone per infortunio.
Inizia nel 2011 la sua prima stagione con moto derivate dalla serie, correndo il campionato italiano nella categoria Stock 600 con una Yamaha YZF R6 dove chiude ventiseiesimo con sei punti. Nello stesso anno corre una gara come wild card nel campionato europeo Superstock 600 con il team M2Racing. Nel biennio 2012-2013, con una Yamaha, è pilota titolare nel campionato Italiano Stock 600 chiudendo rispettivamente al ventinovesimo e ventiquattresimo posto

## Risultati nel motomondiale
| 2008 | Classe | Moto    |  |  |  |  |  |  |  |  |  |    |    |    |    |     |    |    |    |    | Punti | Pos. |
| ---- | ------ | ------- |  |  |  |  |  |  |  |  |  | -- | -- | -- | -- | --- | -- | -- | -- | -- | ----- | ---- |
| 2008 | 125    | Aprilia |  |  |  |  |  |  |  |  |  | 23 | NE | 22 | 17 | Rit | 21 | 16 | 18 | 20 | 0     |      |

| 2010 | Classe | Moto      |     |    |     |     |     |     |    |     |    |    |    |    |    |    |    |    |    |     | Punti | Pos. |
| ---- | ------ | --------- | --- | -- | --- | --- | --- | --- | -- | --- | -- | -- | -- | -- | -- | -- | -- | -- | -- | --- | ----- | ---- |
| 2010 | 125    | Lambretta | Rit | 22 | Rit | Rit | Rit | Rit | 22 | Rit | 21 | NE | 16 | 23 | 18 | NP | 18 | NQ | NQ | Rit | 0     |      |

| Legenda | 1º posto        | 2º posto            | 3º posto            | A punti      | Senza punti        | Grassetto – Pole position Corsivo – Giro più veloce |
| Legenda | Gara non valida | Non qual./Non part. | Ritirato/Non class. | Squalificato | '-' Dato non disp. | Grassetto – Pole position Corsivo – Giro più veloce |